# Травиня, Эрна
Эрна Тра́виня (латыш. Erna Traviņa, в зарубежных выступлениях часто Эрна Травин, нем. Erna Travin, урождённая Пу́кнас, латыш. Puknas; 4 марта 1906, Рига — 20 апреля 1996) — латвийская оперная певица (сопрано).
Родилась в семье таможенного чиновника. С 1931 года училась в Латвийской консерватории в классе Паула Сакса, в студенческие годы пела в известном рижском хоре «Дзиесмувара» под руководством Адолфа Абеле. В 1932 году приняла участие в Международном конкурсе вокалистов в Вене, разделив вторую премию.
В 1932—1934 гг. солистка Лиепайской оперы, затем в 1934—1960 гг. солистка Латвийской национальной оперы. Основные партии — Лиза в «Пиковой даме» П. И. Чайковского, заглавная партия в «Тоске» Джакомо Пуччини, Банюта в одноимённой опере Алфреда Калныньша. С 1960 года вокальный педагог.
Замужем за Карлисом Травиньшем (1894—1964), скрипачом и дирижёром, многолетним преподавателем музыки в рижской Школе № 1. Детей у супругов не было, в старости за певицей ухаживал ученик её мужа, профессор Латвийской сельскохозяйственной академии, ветеринар Миервалдис Пастухов (1927—2010), унаследовавший возвращённый певице в порядке реституции дом в Риге.